# Cynometra engleri
Cynometra engleri là một loài rau đậu thuộc họ Fabaceae.
Loài này chỉ có ở Tanzania.